# قناة زين
قناة زين هي قناة شبابية تابعة لتلفزيون المستقبل افتتحت في العام 2001 ،كانت تبث على مدار اثنتا عشر ساعة متواصلة موجهة للشباب بين عمري 15-35عاما، قدمت برامج شبابية ترفيهية منوعة متلعقة بالأنترنت الموضة والموسيقى إضافة لنشرات الأخبار، أغلقت القناة في 14 فبراير 2004 عند وفاة الرئيس رفيق الحريري.

## أهم البرامج
- دردشات
- تنتنة
- زيد ماكس
- عين زين